# Orvar Lundberg
Stig Knut Orvar Lundberg, född 11 december 1926 i Malmö, död 17 mars 2016 i Vallentuna församling, var en svensk officer i Flygvapnet.

## Biografi
Lundberg blev fänrik i Flygvapnet 1951. Han befordrades till löjtnant 1953, till kapten 1962, till major 1966, till överstelöjtnant 1971 och till överste 1979.
Lundberg inledde sin militära karriär i Flygvapnet vid Blekinge flygflottilj (F 17). Åren 1959–1962 tjänstgjorde han som militärassistent på Radiobyrån vid Flygförvaltningen. Åren 1962–1965 tjänstgjorde han på Teleavdelningen vid Flygstaben. Åren 1966–1969 tjänstgjorde han vid Hälsinge flygflottilj (F 15) för att från 1969 till 1971 vara tillbaka på Flygstaben, nu som detaljchef på Teleavdelningen och från 1971 var han chef för Teleavdelningen. Han blev sedan 1975 chef för Signaltjänstavdelningen vid Försvarsstaben och 1979 blev han chef för Redovisningsavdelning Bergslagen (RAB). Från 1981 till 1987 var han projektledare i Projekt LEO (datorstödd operativ ledning), från 1981–1986 tjänstgjorde han på Sårbarhetsberedningen (SÅRB) vid försvarsdepartementet. Mellan 1986 och 1993 ingick han i regeringens samrådsgrupp på finansdepartementet för landets säkerhet inom ADB-området. Mellan 1993 och 2001 var han verksam i IT-säkerhet på Dataföreningen i Sverige. Lundberg är gravsatt i minneslunden på Vallentuna kyrkogård.